# カラッサーイ
カラッサーイ（伊: Carassai）は、イタリア共和国マルケ州アスコリ・ピチェーノ県にある、人口約1,000人の基礎自治体（コムーネ）。

## 地理

### 位置・広がり
アスコリ・ピチェーノ県のコムーネ。県都アスコリ・ピチェーノから北北東へ22kmの距離にある。

#### 隣接コムーネ
隣接するコムーネは以下の通り。括弧内のFMはフェルモ県所属を示す。
- コッシニャーノ
- モンタルト・デッレ・マルケ
- モンテ・ヴィドーン・コンバッテ (FM)
- モンテフィオーレ・デッラーゾ
- オルテッツァーノ (FM)
- ペトリートリ (FM)
- リパトランソーネ

### 気候分類・地震分類
カラッサーイにおけるイタリアの気候分類 (it) および度日は、zona D, 2067 GGである。
また、イタリアの地震リスク階級 (it) では、zona 2 (sismicità media) に分類される。